# Danny Seaborne
Daniel Anthony Seaborne, detto Danny (Barnstaple, 5 marzo 1987), è un ex calciatore inglese, di ruolo difensore.

## Caratteristiche tecniche
Era un difensore centrale.

## Carriera
Dopo aver giocato nelle giovanili dell'Exeter City tra il 2004 ed il 2007 trascorre vari periodi in prestito in club semiprofessionistici inglesi (Clyst Rovers, Tiverton Town, Taunton Town e Dorchester Town), a cui tra il 2005 ed il 2008 aggiunge anche 34 presenze e 4 reti (più un'ulteriore presenza nella vittoriosa finale play-off della stagione 2007-2008 e 2 presenze nella semifinale play-off della medesima stagione) nella quinta divisione inglese con la prima squadra dei Grecians, con cui poi nella stagione 2008-2009 segna un gol in 33 presenze in quarta divisione, conquistando una seconda promozione consecutiva, disputando poi 19 partite nella prima metà della stagione 2009-2010, in cui a stagione in corso passa al Southampton, altro club di terza divisione, con cui vince il Football League Trophy giocando in aggiunta anche 16 partite in campionato. Nella stagione 2010-2011 contribuisce invece a conquistare una promozione in seconda divisione (giocando 24 partite), mentre nell'annata seguente con 4 presenze partecipa alla seconda promozione consecutiva dei Saints, che arrivano in prima divisione. Nella stagione 2012-2013 gioca in prestito prima ai londinesi del Charlton (7 presenze in seconda divisione) e poi al Bournemouth (13 presenze in terza divisione).
Nell'estate del 2013 si trasferisce allo Yeovil Town, con cui gioca 10 partite in seconda divisione, per poi a stagione in corso scendere in terza divisione al Coventry City. Dal 2014 al 2016 gioca nella prima divisione scozzese al Partick Thistle, club con cui nell'arco di un biennio realizza una rete in 50 partite di campionato giocate; milita in questa stessa categoria anche durante la stagione 2016-2017, in cui disputa 10 partite con la maglia dell'Hamilton Academical. Torna poi all'Exeter City, con cui gioca per un breve periodo in quarta divisione, per poi andare a chiudere la carriera al Derry City, con cui gioca 8 partite nella prima divisione irlandese e 2 partite nei turni preliminari di Europa League, vincendo anche una Coppa di Lega.

## Palmarès

### Club

#### Competizioni nazionali
- Football League Trophy: 1

Southampton: 2009-2010
- League of Ireland Cup: 1

Derry City: 2018